# Forza Italia (1994)
Forza Italia (FI) fue un partido político italiano dirigido por Silvio Berlusconi, cuatro veces primer ministro de Italia. Su ideología se movía dentro del conservadurismo liberal, la democracia cristiana, el liberalismo y el liberalsocialismo con un sector minoritario socialdemócrata.
Su nombre puede traducirse al castellano como Fuerza Italia, Arriba Italia o Adelante Italia. Este tuvo su relevancia en el posterior gran éxito del partido, dado que los italianos cuando juega la selección de fútbol de Italia gritan Forza Italia. 
El partido se fundó en diciembre de 1993 y ganó las elecciones generales del año siguiente. Fue el miembro principal de las coaliciones el Polo de las Libertades, el Polo por las Libertades y la Casa de las Libertades.
En noviembre de 2008, el Consejo Nacional del partido, presidido por Alfredo Biondi, anunció oficialmente la disolución de Forza Italia dentro de El Pueblo de la Libertad, nueva formación política de Berlusconi, creada oficialmente a principios de 2009.
El 16 de noviembre de 2013, el partido fue refundado por Silvio Berlusconi, producto de la escisión de El Pueblo de la Libertad en dos facciones: una liderada por Berlusconi y la otra por Angelino Alfano. La facción de Berlusconi decidió refundar Forza Italia, mientras que la de Alfano creó el partido Nueva Centroderecha.

## Historia

### Fundación
Forza Italia fue creada en 1993 por Silvio Berlusconi, un exitoso hombre de negocios y propietario de cuatro de los principales privadas estaciones de televisión en Italia, junto con Antonio Martino, Mario Valducci, Antonio Tajani, Marcello Dell'Utri, Cesare Previti y Giuliano Urbani. Al momento de fundarse, también se integraron en él exdemocristianos, exliberales y exsocialistas.
En aquel momento Italia estaba inmersa en una serie de escándalos de corrupción e investigaciones policiales como el proceso Manos Limpias, que condujo a la desaparición de los cinco partidos que gobernaban Italia a partir de 1947 mediante el pentapartito: Democracia Cristiana (DC), el Partido Socialista Italiano (PSI), el Partido Socialista Democrático Italiano (PSDI), el Partido Liberal Italiano (PLI) y el Partido Republicano Italiano (PRI).
El objetivo de Forza Italia era atraer a los votantes moderados que se encontraran "desorientados, huérfanos políticos y que corría el riesgo de ser no sentirse representados" (como Berlusconi los describió), especialmente ante la posibilidad de que el postcomunista Partido Democrático de la Izquierda pudiera ganar las elecciones y formar gobierno por primera vez desde 1947.

### Un breve período en el poder (1994-1995)
Pocos meses después de su creación, Forza Italia llegó al poder nacional tras vencer en las elecciones generales de 1994 al frente del Polo de las Libertades, una coalición integrada por la Liga Norte (LN), Alianza Nacional (AN), Centro Cristiano Democrático (CCD) y la Unión de Centro.
Silvio Berlusconi fue investido primer ministro de Italia en mayo de 1994 como, en un gobierno en el que los puestos del gabinete más importantes estaban en manos de otros miembros de FI: Antonio Martino como ministro de Relaciones Exteriores, Cesare Previti como ministro de Defensa, Alfredo Biondi como ministro de Justicia y Giulio Tremonti como ministro de Hacienda.
El gobierno tuvo una corta vida y cayó en diciembre, cuando la Liga Norte abandonó la coalición, después de los desacuerdos sobre la reforma de pensiones y el primer avviso di garanzia  (anuncio preliminar de una investigación) hacia Berlusconi, por parte de los fiscales de Milán. El líder de Forza Italia fue sustituido como primer ministro por Lamberto Dini, un político independiente que había sido Ministro de Administración del Tesoro. Ningún miembro de Forza Italia se unió al nuevo Gobierno y Berlusconi fue relegado a la oposición.

### Cinco años de oposición (1996-2001)
En 1996, el Polo por las Libertades perdió las elecciones y comenzó lo que Berlusconi llamó "la travesía del desierto", algo que se podría haber resultado fatal para un partido joven y no estructurado como Forza Italia. Entre 1996 y 1998, el partido comenzó a fortalecer su organización, bajo la dirección de Claudio Scajola, un exdemocristiano que fue el coordinador nacional del partido de 1996 a 2001.
En diciembre de 1999 Forza Italia obtuvo la plena adhesión al Partido Popular Europeo, del cual Antonio Tajani, líder del partido en el Parlamento Europeo, fue vicepresidente. Ese mismo año, logró 25,2% de los votos en las elecciones al Parlamento Europeo. En las elecciones regionales de 2000 el Polo por las Libertades, con el apoyo de la Liga Norte, venció en 8 regiones (las más pobladas a excepción de Campania) de un total de 15 y miembros de Forza Italia fueron elegidos Presidentes en Piamonte (Enzo Ghigo), Lombardía (Roberto Formigoni), Véneto (Giancarlo Galan), Liguria (Sandro Biasotti), Apulia (Raffaele Fitto) y Calabria (Giuseppe Chiaravalloti).
El partido recuperó el poder en las elecciones generales de 2001 con un 29,4% de los votos al frente de la coalición la Casa de las Libertades, junto con la Liga Norte, Alianza Nacional, el PRI, CCD y Cristianos Democráticos Unidos (CDU); en 2002 CCD y CDU se unieron para crear la Unión de los Demócratas Cristianos y de Centro (UDC).

### Cinco años de gobierno (2001-2006)
En junio de 2001, tras el enorme éxito en las elecciones de mayo, Sivio Berlusconi volvió a ser el jefe del gobierno italiano, el de mayor duración en la historia republicana italiana. Una vez más todos los puestos ministeriales clave fueron copados por miembros de Forza Italia: interior (Claudio Scajola, 2001-2002; Giuseppe Pisanu, 2002-2006), defensa (Antonio Martino, 2001-2006), finanzas (Giulio Tremonti, 2001-2004 y 2005-2006), industria (Antonio Marzano, 2001-2005; Claudio Scajola, 2005-2006) y Relaciones Exteriores (Franco Frattini, 2002-2004). De todos modos, Gianfranco Fini, líder de Alianza Nacional, fue nombrado vicepresidente del Gobierno y ministro de exteriores de 2004 a 2006, mientras que Roberto Castelli, alto dirigente de la Liga Norte fue ministro de Justicia desde 2001 hasta 2006.
La popularidad del gobierno fue disminuyendo de manera constante año tras año. Así, las elecciones regionales de 2005 fueron un duro golpe para el partido, que sin embargo se mantuvo fuerte en las regiones del norte, como Lombardía y Véneto, y en algunos lugares del sur, como Sicilia. Tras estos malos resultados electorales se remodeló el gobierno, debido a la insistencia de los líderes de UDC.
Durante sus cinco años en el poder, el gobierno de Berlusconi aprobó una serie de importantes reformas: la reforma del sistema de pensiones, una reforma del mercado laboral, una reforma judicial y una reforma constitucional -esta última rechazada por referéndum en junio de 2006-. En asuntos exteriores cambió la política del país, acercándola a la Estados Unidos, mientras que en política económica que no fue capaz de llevar a cabo los recortes de impuestos que había prometido abiertamente lo largo de toda la campaña electoral del 2001.

### Hacia el Pueblo de la Libertad (2006-2009)
En la elecciones generales de 2006 FI logró un 23,7% de los votos y 137 diputados.
En noviembre de 2007, Forza Italia afirmó haber recogido las firmas de más de 7 millones de italianos en contra el segundo gobierno de Romano Prodi con el fin de solicitar al Presidente de la República Giorgio Napolitano la convocatoria de nuevas elecciones; asimismo, Berlusconi anunció que FI pronto se transformaría en una formación, el Pueblo de la Libertad (PdL), en oposición a su vez al nuevo partido de centro-izquierda de Walter Veltroni, el Partido Democrático.
La caída del gobierno de Prodi en 2008 y la desintegración de su coalición de centro-izquierda La Unión, dio lugar a la celebración de nuevas elecciones generales. En dichas elecciones se presentó por primera vez el PdL, en el cual aparte de FI también se había integrado Alianza Nacional de Gianfranco Fini, este venció con un 37,4% de los votos en alianza con la Liga Norte (8,3%), formando Berlusconi su cuarto gobierno
El 21 de noviembre de 2008, el Consejo Nacional del partido, presidido por Alfredo Biondi decidió oficialmente la disolución de Forza Italia en el Pueblo de la Libertad, cuya fundación oficial tuvo lugar el 27 de marzo de 2009.

## Resultados electorales

### Elecciones legislativas
| Cámara de Diputados |                 |       |         |                       |                   |                      |
| Año electoral       | Votos           | %     | Escaños | +/–                   | Líder             | Gobierno             |
| 1994a               | 8.136.135 (#1)  | 21,01 | 111/630 |                       | Silvio Berlusconi | Gobierno (1994-1995) |
| 1994a               | 8.136.135 (#1)  | 21,01 | 111/630 | Oposición (1995-1996) | Silvio Berlusconi |                      |
| 1996a               | 7.712.149 (#2)  | 20,57 | 123/630 | 12                    | Silvio Berlusconi | Oposición            |
| 2001b               | 10.923.431 (#1) | 29,43 | 194/630 | 71                    | Silvio Berlusconi | Gobierno             |
| 2006b               | 9.048.976 (#2)  | 23,72 | 140/630 | 54                    | Silvio Berlusconi | Oposición            |

a Dentro del PdL-PdBg.
b Dentro de Casa de las Libertades.
| Senado de la República |                 |       |         |     |                   |                                  |
| Año electoral          | Votos           | %     | Escaños | +/– | Líder             | Nota                             |
| 1994                   | 14.110.705 (#1) | 42,66 | 35/315  |     | Silvio Berlusconi | Dentro del PdL-PdBg              |
| 1996                   | 12.185.020 (#2) | 37,35 | 48/315  | 13  | Silvio Berlusconi | Dentro del PdL                   |
| 2001                   | 16.915.513 (#1) | 45,57 | 82/315  | 34  | Silvio Berlusconi | Dentro de Casa de las Libertades |
| 2006                   | 8.202.890 (#1)  | 24,01 | 80/315  | 2   | Silvio Berlusconi | Dentro de Casa de las Libertades |